# ساوکا
ساوُکا (به ایتالیایی: Savoca) یک کومونه در ایتالیا است که در استان مسینا واقع شده‌است. ساوکا ۸٫۸ کیلومتر مربع مساحت و ۱٬۶۶۱ نفر جمعیت دارد و ۳۳۰ متر بالاتر از سطح دریا واقع شده‌است.